# Мирослав Костадинов (офицер)
Мирослав Георгиев Костадинов е български офицер, бригаден генерал.

## Биография
Роден е на 28 ноември 1973 г. в град Харманли. През 1997 г. завършва Висшето военно общовойсково училище във Велико Търново. Започва службата си като командир на мотострелкови взвод. След това е командир на рота. Последователно е заместник на началника на щаба на механизиран батальон и помощник-началник на отделение в щаб на 61-ва Стрямска механизирана бригада. През 2008 г. завършва организация и управление на ОТФ от СВ във Военната академия „Г. С. Раковски“. След това е назначен за старши помощник-началник на отделение. Участва на две мисии в Афганистан през 2010 г. като щабен офицер и през 2012 г. като помощник-командир на група, той и старши инструктор. По-късно е началник на отделение в щаб на бригадата, командир на батальон за защита на силите в бригадата, заместник на началника на щаб на механизирана бригада. През 2018 г. завършва стратегическо ръководство на отбраната и въоръжените сили. След това е назначен за началник на сектор в сектор „Управление на операциите и подготовка на щабовете“ в Командване на Сухопътните войски. От 4 ноември 2019 г. е заместник-командир на 61-ва Стрямска механизирана бригада. От 6 май 2024 г. е назначен за командир на втора механизирана бригада и удостоен със звание „бригаден генерал“.

## Образование
- Висше военно общовойсково училище „Васил Левски“ – до 1998, мотострелкови профил
- Военна академия „Георги Раковски“ – 2008, Организация и управление на ОТФ от СВ
- Военна академия „Георги Раковски“ – 2018, Стратегическо ръководство на отбраната и въоръжените сили

## Военни звания
- Лейтенант (1997)
- Старши лейтенант (1999)
- Капитан (2003)
- Майор (2008)
- Подполковник (2012)
- Полковник (24 септември 2018)
- Бригаден генерал (6 май 2024)